# Miguel Escobar
Miguel Antonio Escobar Montalvo (Guadalajara de Buga, 18 aprile 1945 – Guadalajara de Buga, 11 aprile 2023) è stato un calciatore colombiano, di ruolo difensore.

## Carriera

### Club
Ha sempre giocato nella massima serie colombiana vestendo per tutta la carriera la maglia del Deportivo Cali.

### Nazionale
Ha fatto parte della Nazionale colombiana dal 1975 al 1983, anno del ritiro, prendendo parte alla Copa América nel 1975, 1979 e 1983.